# Johan Daniel Rung
Johan Daniel Rung, född 31 januari 1763 i Stockholm, död där 18 april 1806, var en svensk kirurg.
Johan Daniel Rung var son till gördelmakareåldermannen och kaptenen vid borgerskapets infanteri Fredrik Rung. Han inskrevs 1778 som elev i Kirurgiska societeten och blev 1780 student vid Uppsala universitet, där han 1783 avlade examen för filosofiska fakulteten. Han fick samma år följa med på Gustav III:s italienska resa och fick 1784 med kirurgiskt resestipendium studerade i Paris och London. Återkommen till Stockholm 1786 blev han 1787 livkirurg samt 1788 ledamot av Kirurgiska societeten och med dispens medicine doktor i Uppsala. Han följde Gustav III under finska kriget, blev 1790 förste livmedikus och 1791 regementsläkare vid Svea livgarde samt vårdade 1792 den dödsskjutne Gustav III. Samma år blev han Gustav IV Adolfs förste livmedikus och assessor i Collegium medicum samt var 1795–1804 vice preses där. 1803 fråntogs han av Gustav IV Adolf, som trott sig förgiftad vid ett tillfälle, då Rung ordinerat honom ett kräkmedel – posten som tjänstgörande livmedikus och erhöll i stället vården av hans barn samt fick 1804 en livstidspension. Rung bidrog verksamt till biläggandet av den sekelgamla striden mellan invärtesläkare och kirurger, vilka 1797 ställdes under gemensam styrelse av Collegium Medicum.